# Nieuport 17
A Nieuport 17 egy francia gyártmányú duplafedelű vadászrepülőgép az első világháború idejéből, a Nieuport repülőgépgyártól.

## Tervezés és gyártás
Ez a típus a korábbi Nieuport 11 valamivel nagyobb változata, erősebb motorral, nagyobb szárnyakkal és megerősített struktúrával. Először egy 110 lóerő (82 kW) leadásra képes Le Rhône 9J motorral szerelték fel, melyet a későbbiekben egy erősebb 130 lóerős (97 kW) motorra cseréltek le. A gép kiválóan manőverezhető és kitűnő emelkedőképességgel rendelkezett. Sajnálatos módon, a keskenyebb alsó szárny a gépet tervezési szempontból inkább „egy és fél szárnyassá” tette, az egyetlen szárnymerevítő miatt pedig gyenge konstrukciónak bizonyult, mely nyugtalanító tendenciával esett darabokra repülés közben. A Nieuport kezdetben megtartotta a Nieuport 11 szárny feletti Lewis géppuskáját, de a szolgálatban álló gépeken a franciák gyorsan lecserélték a Vickers szinkronizált géppuskákra. A Királyi Repülő-hadtestben megtartották a Lewis géppuskát, de a rögzített bekötést lecserélték a Foster-féle, hajlított sínen futó és ezáltal könnyen mozgatható változatra. Ez lehetővé tette a pilóta számára, hogy a fegyvert közelebb és lejjebb húzva magához, azon gyorsan tárat cseréljen, vagy akadályt hárítson el. Néhány gép mindkét géppuskával fel volt szerelve, de mivel ez a gyakorlat elfogadhatatlan módon csökkentette a gép teljesítményét, a standard fegyverzet az egy géppuska maradt.

## Szolgálatban

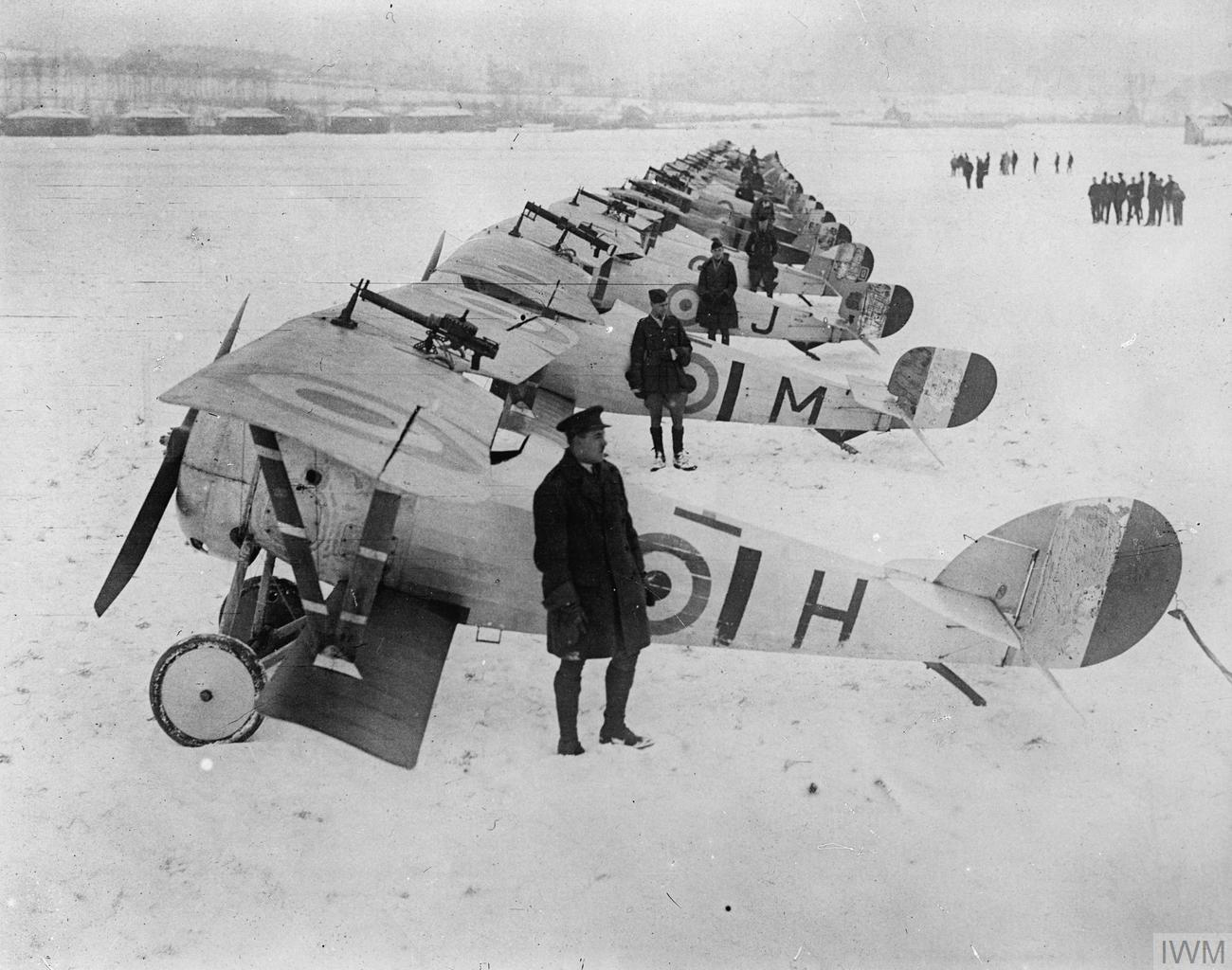
1917 december 27.: No.1 RAF repülőszázad Nieuport 17 és Nieuport 24 gépekkel Bailleulban

Ez a típus 1916 márciusában jutott el a francia frontra, ezzel gyorsan le is cserélték a Nieuport 11 típust. A Királyi Repülő-hadtest és a haditengerészet is rendelt a típusból, mivel minden akkori angol vadászgépnél jobbnak bizonyult. Érdemes megemlíteni azt a tényt, hogy 1916-ban egy ideig minden egyes vadászszázad Nieuport 17-el repült a francia légierőben. A németek sikerrel jutottak hozzá néhány példányhoz, melyeket tanulmányozás céljából továbbítottak a német repülőgépgyártóknak. Később ez vezetett a Siemens-Schuckert D.I gyártásához, mely leszámítva a motor rögzítésének módját, igen közeli másolata volt az eredeti gépnek. A típus gyártásba is ment, bár a nyugati fronton már nem állították szolgálatba.
1917 elején a Nieuport már alulmaradt a későbbi német gyártmányú vadászgépekkel szemben. Az újabb modellek (a Nieuport 24 és a 27) kifejlesztése megpróbálta a típus befolyását megtartani, de 1917 közepére a Nieuport vadászgépeket már sok francia repülőszázadnál lecserélték a SPAD S.VII típusra. Az angolok egy kicsit tovább ragaszkodtak a Nieuport típushoz és 1918 elejéig nem cserélték le az utolsó Nieuport 24bis-eket.

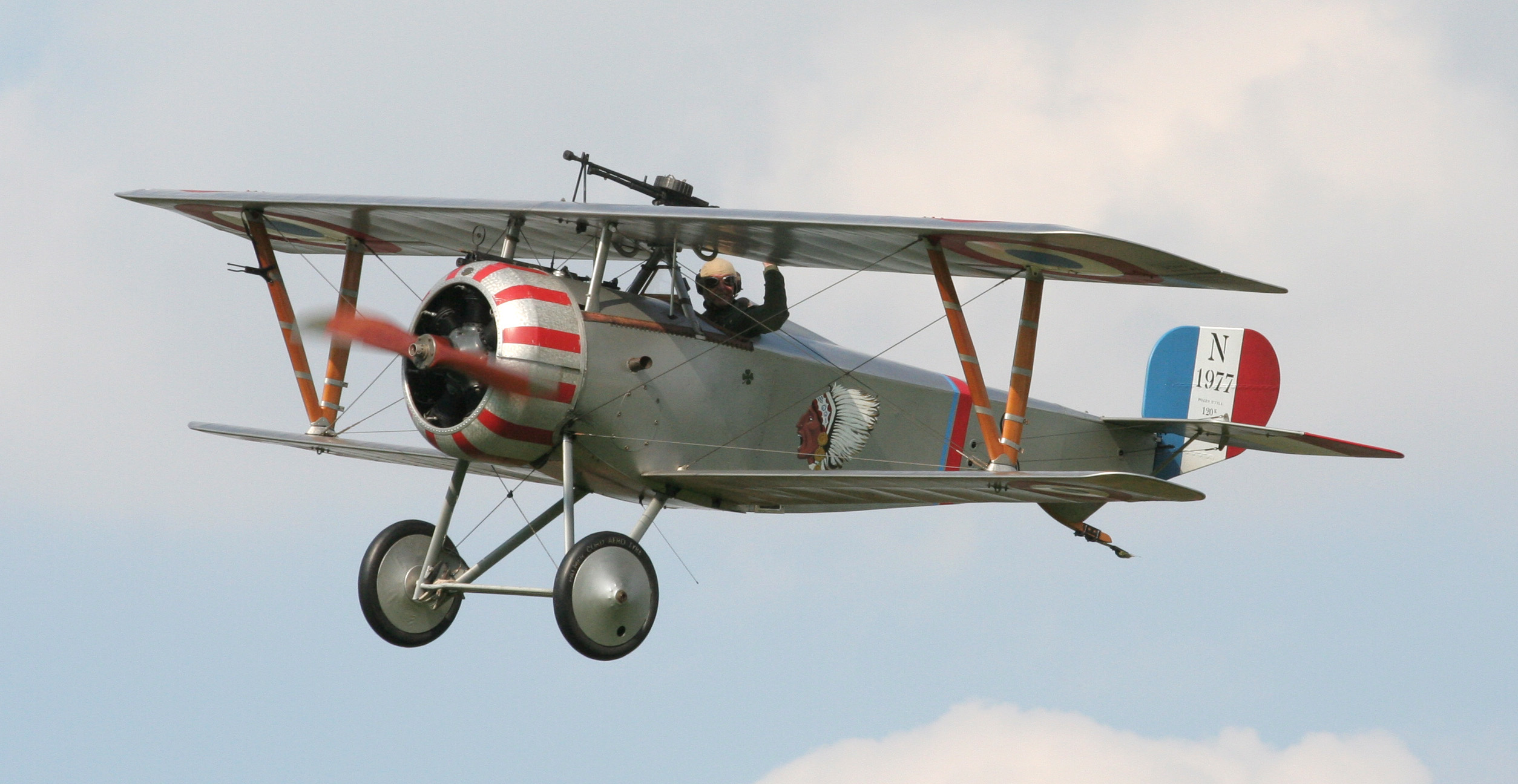
A Nieuport 17 egy 2007-es bemutatón, repülés közben a Lafayette Escadrille jelzéseivel

Sok szövetséges ász repült Nieuport vadászgépekkel, mint a kanadai W.A. Bishop, aki Viktória keresztet kapott a típuson repülve. Az ászok közül is a leghíresebb Albert Ball volt. Mint a többi Nieuport vadászgép, a 17-es is szolgálatban maradt a háború után, leendő vadászpilótákat oktattak vele.

## Változatok
Nieuport 17
Együléses biplán vadászgép.
Nieuport 17bis
A Nieuport 17 megnövelt képességű változata.

## Felhasználók
Belgium
 Chile
 Kolumbia
 Csehszlovákia (háború után)
 Észtország
 Finnország
 Franciaország
 Magyarország
 Olasz Királyság
- Olasz Légihadtest

 Hollandia
 Lengyelország
 Románia
 Orosz Birodalom
 Thaiföld
 Szovjetunió
 Ukrajna
 Egyesült Királyság
 Amerikai Egyesült Államok

## Specifikációk
- személyzet: egy fő
- hossz: 5,8 m
- szárnyfesztáv: 8,2 m
- magasság: 2,4 m
- szárnyfelület: 14,75 m²
- üres súly: 375 kg
- felszállósúly: 560 kg
- motor: Le Rhône 9J forgómotor
- motorteljesítmény: 82 kW (110 lóerő)
- maximális sebesség: 164 km/h
- hatótávolság: 249 km
- szolgálati csúcsmagasság: 5300 m

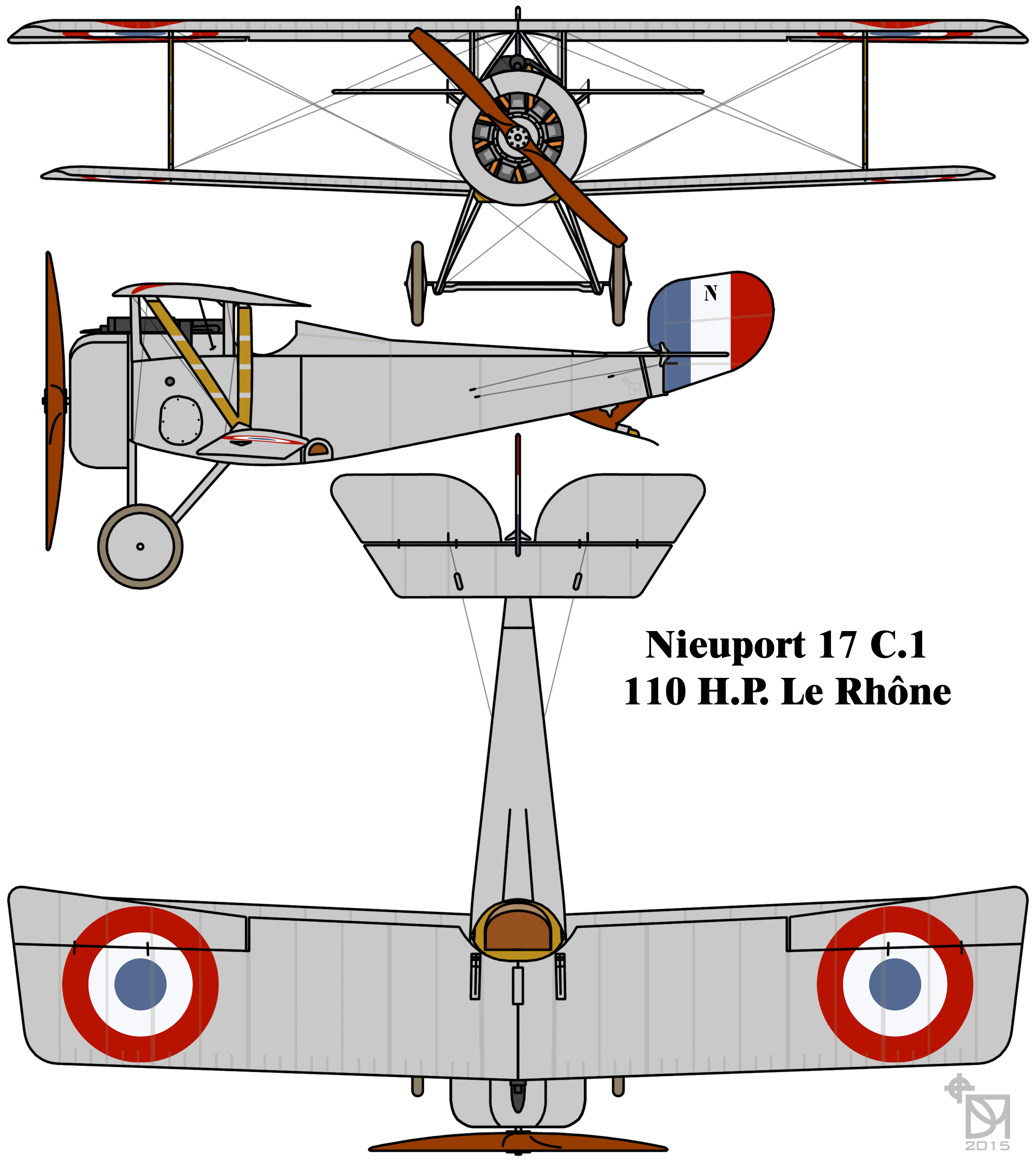
Nieuport 17 rajz

- emelkedési sebesség: 3000 méterre, 11,5 perc
- szárnyterhelés: 37,9 kg/m²
- lóerő/tömeg arány: 0,15 kW/kg

## Fegyverzet
- (francia szolgálatban) 1 × szinkronizált Vickers géppuska
- (az angol szolgálatban) 1 × Lewis Gun, Foster féle rögzítéssel a felső szárnyon

(Néhány gép mindkettővel fel volt szerelve.)

## Lásd még
- Nieuport 11
- Nieuport 24

## Hasonló gép
- Siemens-Schuckert D.I

## Fordítás
- Ez a szócikk részben vagy egészben  a   Nieuport 17 című angol Wikipédia-szócikk fordításán alapul.  Az eredeti cikk szerkesztőit annak laptörténete sorolja fel. Ez a jelzés csupán a megfogalmazás eredetét és a szerzői jogokat jelzi, nem szolgál a cikkben szereplő információk forrásmegjelöléseként.

### Bibliográfia
- Cheesman E.F., ed. Fighter Aircraft of the 1914-1918 War. Letchworth, UK: Harleyford Publications, 1960.
- Cooksley, Peter. Nieuport Fighters in Action. Carrollton, Texas: Squadron/Signal Publications, 1997. ISBN 0-89747-377-9.